# 无主之地：前传
《无主之地：前传》是2K Australia、Gearbox Software开发，2K Games发行的一款第一人称射击游戏，于2014年10月14日发行。
该作采用《无主之地2》引擎，设定《无主之地》与《无主之地2》之间，剧情为反派Jack是如何变坏的，主角们刚开始会帮助他，然后才成为邪恶的Boss。

## 外部連結
- 官方网站